# بيتش للطاقة
بيتش للطاقة المحدودة (Beach Petroleum Limited) هي شركة تنقيب وإنتاج نفط و غاز طبيعي مقرها في أديليد، جنوب أستراليا. وهي مدرجة في بورصة أستراليا.

## وصلات خارجية
- الموقع الرسمي لشركة بيتش للطاقة المحدودة